# Дювернуа, Жорж Луи
Жорж Луи Дювернуа (фр. Georges Louis Duvernoy, 6 августа 1777, Монбельяр — 1 марта 1835, Париж) — французский естествоиспытатель. Был профессором в Страсбурге, потом преемником Кювье в Коллеж де Франс в Париже. Был сотрудником Кювье и после его смерти обработал для его последнего издания «Leçons d’anatomie comparée» (8 т., П., 1836—44). Самостоятельные исследования Дювернуа относятся главным образом к нервной системе моллюсков и сравнительной анатомии позвоночных. В частности следует упомянуть его исследования над человекообразными обезьянами.